# Adolphe Hug
Adolphe Hug (ur. 23 września 1923, zm. 24 września 2006) – szwajcarski piłkarz występujący na pozycji bramkarza. Uczestnik Mistrzostw Świata 1950.